# Port Vila
Port Vila è la capitale e il porto principale dello Stato di Vanuatu. Al censimento del 2020 la popolazione ammontava a circa 49 034 persone. La città e l'arcipelago in cui si trova, sono stati interessati da fenomeni di inurbamento da parte della popolazione rurale, che hanno provocato una notevole crescita della capitale.

## Geografia fisica

### Territorio
La città si affaccia su un'ampia baia nella parte sud-occidentale dell'isola di Éfaté, nella provincia di Shefa.

### Clima
La temperatura media è pari a 24,8 °C e le precipitazioni totali annue sono di 2222 mm. Il mese più caldo è gennaio quando le temperature massime toccano i 30,3 °C e le minime sono intorno ai 23,4 °C, mentre, il mese più freddo è agosto con temperature comprese fra i 26,1 °C e i 19,3 °C. Le precipitazioni sono abbastanza distribuite nel corso dell'anno, ma nei mesi di gennaio, febbraio e marzo sono lievemente maggiori.

## Storia
L'area occupata da Port Vila è stata abitata da persone di etnia melanesiana per migliaia di anni.  Nell'autunno del 2004, una spedizione archeologica nota come "Teouma" ha scoperto un sito di sepoltura di 25 tombe, realizzate dalle popolazioni Lapita, contenenti 36 scheletri.  I pezzi di ceramica trovati nel sito risalgono al XIII secolo a.C.
Nel maggio 1606, i primi europei arrivarono sull'isola, guidati dagli esploratori portoghesi  Pedro Fernandes de Queirós e Luis Vaz de Torres.  Nel XIX secolo, quando le isole erano conosciute come Nuove Ebridi, gli inglesi possedevano il controllo economico della zona, sebbene, alla fine del 1880,  l'equilibrio economico iniziò a favorire i francesi, che vi possedevano miniere di nichel e piantagioni.  Il francese Ferdinand Chevillard iniziò a comprare e disboscare terreni intorno a Port Vila per convertirli nella più grande piantagione francese dell'isola. Quest’ultima, che oggi corrisponde al comune di Franceville, ha dichiarato l'indipendenza il 9 agosto 1889, anche se questa durò solo fino a giugno dell'anno successivo.
Si trattò della prima forma di autogoverno a Vanuatu a praticare suffragio universale senza distinzione di sesso o razza. Tuttavia, sebbene la popolazione all'epoca fosse composta da circa 500 isolani nativi e meno di cinquanta bianchi, solo questi ultimi potevano ricoprire cariche, anche se il voto era permesso anche alla popolazione non bianca. Uno dei presidenti eletti fu un cittadino statunitense di nascita, RD Polk, un parente del Presidente degli Stati Uniti James K. Polk. 
Dopo il 1887, il territorio fu amministrato congiuntamente dall’Impero coloniale francese e dall'Impero coloniale britannico. Fu formalizzato nel 1906 come condominio anglo-francese.
Durante la seconda guerra mondiale Port Vila è stata una base aerea statunitense e australiana.
Nel 1987, il Ciclone Uma danneggiò gravemente la città. Un potente terremoto, nel gennaio 2002, ha causato lievi danni nella capitale e nelle zone circostanti. La città, inoltre, ha subito danni ingenti a causa di un ciclone di categoria 5 denominato Ciclone Pam nel marzo 2015.
Nel dicembre 2024 la città è stata colpita da un terremoto che ha causato 14 morti, 265 feriti, numerosi dispersi e significativi danni a edifici nel centro abitato.

## Monumenti e luoghi d'interesse

### Architetture religiose

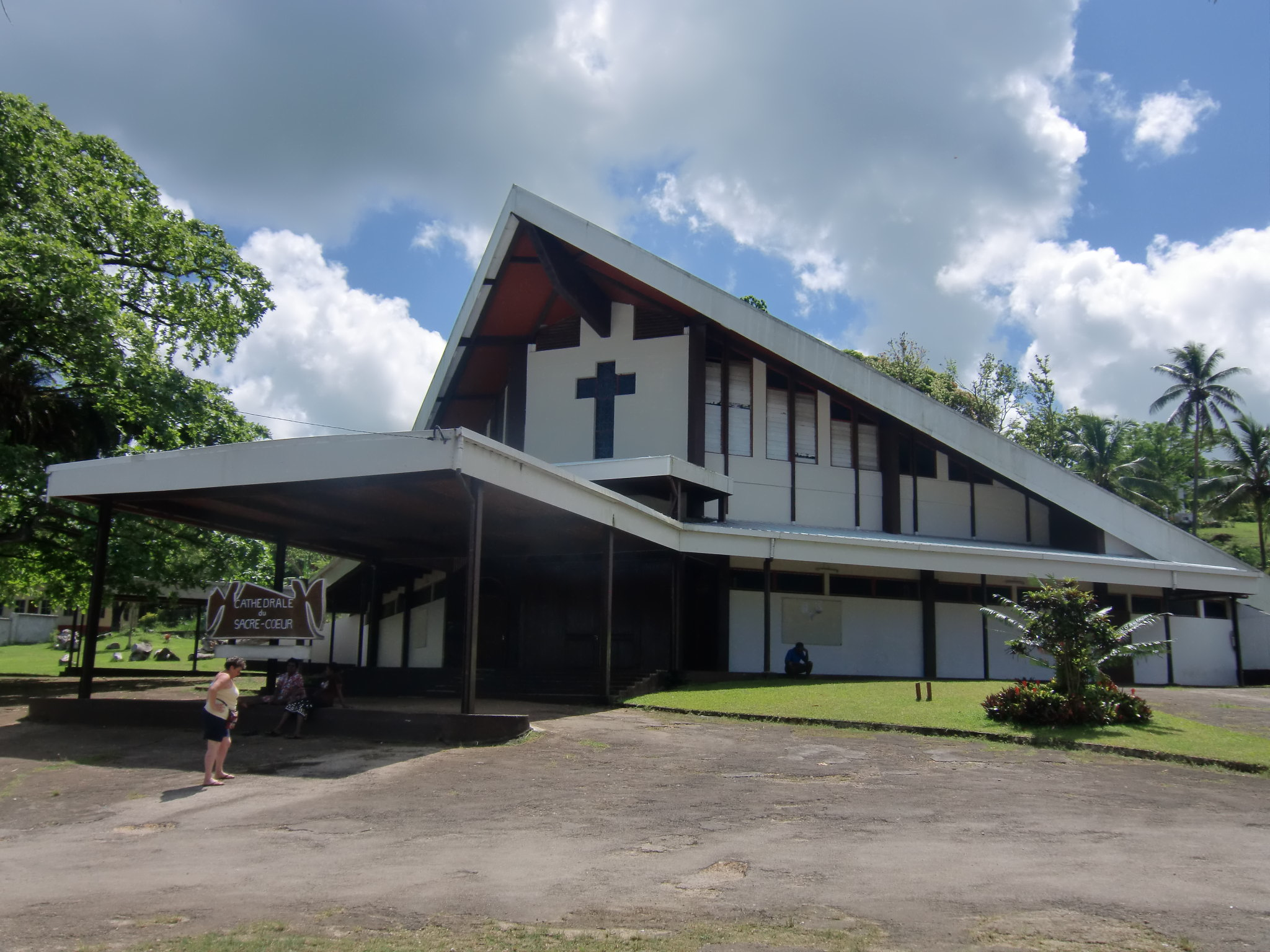
La cattedrale

- Cattedrale del Sacro Cuore: si tratta di una semplice e moderna cattedrale.

## Infrastrutture e trasporti

### Aeroporti
La cittadina dispone di un aeroporto internazionale, l'Aeroporto Internazionale Bauerfield.

## Economia

### Turismo
La relativa vicinanza con l'Australia (1 800 km) e il clima favorevole tutto l'anno hanno permesso un discreto sviluppo come centro turistico.